# 위앙종
위앙종은 당나라 때 만들어진 중국 선불교의 선종오가 중에 하나이다.

## 역사
남종선의 회양(懷讓: 677~744)의 계통에 백장회해(百丈懷海: 749~814)가 선원에 있어서의 집단생활의 규범이 되는, 후대에 《백장청규(百丈淸規)》라고 불린, 청규(淸規)를 만들었다. 그리고 이 계통에서 임제의현(臨濟義玄: ？~867)을 시조로 하는 임제종(臨濟宗)과 위산영우(潙山靈祐: 771~853)와 앙산혜적(仰山慧寂: 815~891)의 두 선승을 시조로 하는 위앙종(潙仰宗)이 성립했다.
송나라 때에 운문종, 법안종과 함께 임제종에 흡수되었다.
위산스님의 제자 앙산스님이 위앙종을 만들었다. 왜냐하면, 위앙종이란 이름을 스승이 붙였을 리는 없기 때문이다. 제자가 스승의 이름도 같이 넣은 것이다.

## 가풍
임제종과 운문종이 한치의 여유도 없이 날카롭고 절박한 것이라면, 조동종은 시종여일 주도면밀한 편이며, 법안종은 활달한 기질을 자랑한다. 그에 반해 위앙종은 스승이 어린 제자를 가르치듯 온후하고 자상하다. 앙산은 위산에서 15년간 공부하고 인가를 받았는데, 스승과 제자 사이가 부자사이처럼 친했다.

## 일원상
앙산스님은 학인들에게 설법할 땐 원상(圓狀) 하나를 그려보이거나 글자를 써 보이는 경우가 많았다.
전세계 불교계에서 일원상이 처음으로 도형으로 그려서 전한 것은 육조혜능의 문하인 남양혜충 국사에 이르러서다. 원상 97개를 그려 그의 제자 탐원에게 주고, 탐원이 앙산에게, 앙산은 위앙종의 종지로 삼았다. 평소에도 앙산은 일원상을 그려놓고 그 속에 여러 가지 글이나 상징물을 그려넣는 습관이 있었다.
참선하는 도중에 일원상을 보게 되는 경지는, 심해탈, 혜해탈, 양분해탈 중에서 혜해탈에 해당한다. 정혜쌍수에서 혜, 지관수행에서 관이 혜해탈이다. 일원상을 보아 혜해탈을 한 후에, 누진통을 얻어 번뇌가 모두 소멸하여 적멸락을 느끼는 심해탈을 경험하면, 두 해탈을 모두 얻었다고 하여 양분해탈을 얻었다고 한다. 일원상을 보면 그것이 무상정등정각이라는 견해가 있고, 누진통을 얻어야만 무상정등정각이라는 견해가 있다.
육조혜능은 "혜와 정이 다르다고 말하지 말라"고 가르친다. "도를 배우는 사람은 짐짓 정을 먼저 하여 혜를 낸다거나 혜를 먼저하여 정을 낸다고 해서 정과 혜가 각각 다르다고 말하지 말라"고 한다. 이런 견해에 따르면, 누진통에 이르지 않아도, 일원상을 보는 혜해탈이 곧바로 무상정등정각이다. 반면에 누진통에 이르렀지만 일원상을 보지 못하는 심해탈이 곧바로 무상정등정각이다. 물론 둘 다 갖춘 양분해탈은 당연히 무상정등정각이다. 육조혜능은 "깨치게 되면 곧 지혜를 이룬다"고 하여, 자신이 심해탈을 먼저 이루고 나서 혜해탈을 이루었다고 말하고 있다.